# José da Conceição
José Telles da Conceição (ur. 23 maja 1931 w Rio de Janeiro, zm. 18 października 1974 tamże) – brazylijski lekkoatleta specjalizujący się w skoku wzwyż oraz krótkich biegach sprinterskich, trzykrotny uczestnik letnich igrzysk olimpijskich (Helsinki 1952, Melbourne 1956, Rzym 1960), brązowy medalista olimpijski z Helsinek w skoku wzwyż. Sukcesy odnosił również w skoku w dal, trójskoku oraz krótkich biegach płotkarskich.

## Sukcesy sportowe
Wielokrotny medalista mistrzostw Ameryki Południowej:
- w biegu na 100 metrów – złoty (1958), srebrny (1954) oraz dwukrotnie brązowy (1952, 1961),
- w biegu na 200 metrów – dwukrotnie złoty (1954, 1958),
- w biegu sztafetowym 4 x 100 metrów – czterokrotnie złoty (1954, 1958, 1963, 1965) oraz srebrny (1961),
- w biegu na 110 metrów przez płotki – dwukrotnie srebrny (1961, 1963),
- w skoku wzwyż – trzykrotnie złoty (1952, 1954, 1958),
- w skoku w dal – brązowy (1965).

| Rok  | Miasto       | Zawody                   | Konkurencja              | Wynik         |
| ---- | ------------ | ------------------------ | ------------------------ | ------------- |
| 1951 | Buenos Aires | Igrzyska panamerykańskie | skok wzwyż               | 4. miejsce    |
| 1952 | Helsinki     | Igrzyska olimpijskie     | skok wzwyż               | brązowy medal |
| 1955 | Meksyk       | Igrzyska panamerykańskie | bieg na 200 m skok wzwyż | brązowy medal |
| 1956 | Melbourne    | Igrzyska olimpijskie     | bieg na 200 m            | 6. miejsce    |

## Rekordy życiowe
- bieg na 100 metrów – 10,2 (1957)
- bieg na 200 metrów – 20,8 (1955)
- skok wzwyż – 2,00 (1954)
- trójskok – 14,56 (1951)